# Yoshitaka Fujisaki
Yoshitaka Fujisaki (Kagoshima, 16 mei 1975) is een voormalig Japans voetballer.

## Carrière
Yoshitaka Fujisaki speelde tussen 1998 en 2002 voor Avispa Fukuoka.